# ひろせまなつ
ひろせ まなつ（1981年4月5日 - ）は、日本の元AV女優。

## 略歴
- 2000年10月に『聖処女』でアトラス21専属女優としてAVデビュー。
- 2002年1月に『ひろせまなつのセルDEBUT』でMOODYZよりセルデビュー。
- 現在は引退している。

## 作品
2000年
- 聖処女（10月27日、アトラス21）[1]
- shining（11月30日、アトラス21）[1]
- すっぱだか（12月23日、アトラス21）[1]

2001年
- OPEN SEX ひろせまなつ 外でしたいの（1月25日、アトラス21）[1]
- COS-PARA（2月16日、アトラス21）[1]
- ひろせまなつ暴露 完全密着ドキュメント（3月19日、アトラス21）[1]
- natural（3月23日、アトラス21）
- ひろせまなつとFuckする!!（4月19日、アトラス21）[1]
- NEO出血大制服 完全版 VOL.3（5月18日、アトラス21）他多数出演
- スプラッシュ（5月22日、マックス・エー）
- 堕天使X（レンタル）／堕天使X PLUS（セル） （6月29日（レンタル）／2001年9月29日（セル）、宇宙企画（メディアステーション））
- 女尻（7月20日（VHS）/ 2002年2月8日（DVD）、アリスJAPAN（ジャパンホームビデオ））
- コールガール（9月21日、アトラス21）[1]
- ひろせまなつ[スポ根]（9月28日、メディアバンク）
- 女教師まなつのエッチで淫らな物語り。（10月15日、アトラス21）[1]
- LEGEND（11月30日、アトラス21）[1]
- コスプレひろせまなつ（12月14日、TMA）

2002年
- ひろせまなつのセルDEBUT（1月1日、MOODYZ）
- まなつ危機一髪!?（1月19日、ネクストイレブン）
- ひろせまなつをいぢる。（2月1日、MOODYZ）
- スプラッシュ びしょ濡れマーメイド（4月19日、マックス・エー）
- HARD CORE（5月25日、宇宙企画）
- アクトレスレボリューション（6月15日、ネクストイレブン）
- A.I. ATLAS INTEGRAL（6月21日、アトラス21）
- 女尻クライマックス 6（8月9日、アリスJAPAN）
- AV2002 Vol.1（9月13日、メディアバンク）
- Super Nude VOL.4（9月27日、デジタルドリーム）
- 激乳（11月8日、D3）
- SUPERナース大図鑑4時間DX（11月15日、メディアバンク）
- ひろせまなつのセルDEBUT!（11月28日、MAT）
- MAX-A Anniversary 3（12月6日、マックス・エー）
- 有名単体女優25人のオナニーばっかり集めました。（12月15日、MOODYZ）

2003年
- 徹底攻略 26（1月10日、ワンズファクトリー）
- 極 本番（1月24日、GLAY'z）
- 11人のメガネっ娘（2月7日 TMA）他出演:森村ハニー、森野いずみ、綾瀬ルリ、大空あすか、加山由衣、澤村美旺、本上はるか、日高マリア、臼井利奈、川瀬あすか
- 36人のカリスマヒロイン（2月7日、TMA）他多数出演
- 監禁蟲 3（2月14日、桃太郎映像）
- VIP GOLD DISC（2月21日、アトラス21）他多数出演
- 青姦天国（3月1日、MOODYZ）他多数出演
- Angel（4月8日、アイデアポケット）
- NEO出血大制服 4時間スペシャル（4月18日、アトラス21）他多数出演
- 堕天使 X 4時間DX（4月22日、宇宙企画）他多数出演
- MOODYZ女優コレクション3（5月1日、MOODYZ）他多数出演
- ハメ撮りBEST（6月1日、MOODYZ）他多数出演
- 15人のカリスマ妹アイドル 4時間（6月27日、TMA）他多数出演
- Stars（6月30日、メディアバンク）他多数出演
- GLAY’z ALBUM 4時間（7月18日、GLAY's）他多数出演
- おっぱい1000個コレクション2（10月15日、MOODYZ）他多数出演
- 露出BEST（11月15日、MOODYZ）他多数出演
- 極 本番 SPECIAL VOL.2 4時間（12月19日、GLAY's）他多数出演
- THE 制服FUCKER 4時間（12月19日、メディアバンク）他多数出演
- 教えて先生! いけない蜜戯4時間（秘）LESSON（12月26日、アトラス21）

2004年
- コスプレアイドルCOLLECTION 4時間（3月19日、TMA）他多数出演
- Angel 特濃ザーメンセレクション2（4月8日、アイデアポケット）他多数出演
- 100人のおっぱい（5月1日、ワンズファクトリー）他多数出演
- Angel Premium VOL.7（5月8日、アイデアポケット）他多数出演
- Angel フェラ5人抜きセレクション（6月8日、アイデアポケット）他多数出演
- GLAY’z Dynamite！ 6時間2枚組（7月9日、GLAY's）他多数出演
- 2003年アイデアポケット作品集（9月8日、アイデアポケット）他多数出演

2005年
- THE 潮吹きFUCKER 4時間（1月21日、メディアバンク）他多数出演
- BEST 4時間 ひろせまなつ（1月28日、アトラス21）他多数出演
- BEST 4時間 ひろせまなつ 2（9月30日、アトラス21）他多数出演

2006年
- 徹底攻略 4時間DX（1月1日、ワンズファクトリー）他多数出演
- THE 巨乳FUCKER 4時間 2（1月20日、メディアバンク）他多数出演
- SUPERエロエロ大図鑑 3枚組12時間99人SEXしっぱなし♪（4月28日、メディアバンク）他多数出演

2007年
- まるごとひろせまなつSPECIAL（1月25日、Lightning）
- PREMIUM TICKET 03（2月13日、NEO ATLAS）他多数出演
- 流出!AV女優過激映像集（9月1日、A-BOX）他多数出演
- AVアイドル伝説Special 2（10月19日、A-BOX）他多数出演

2008年
- 華人気女優大集合!イキまくり絶頂FUCK8時間（1月19日、A-BOX）他多数出演
- TMAコスプレドラマCOLLECTION 2枚組8時間（1月25日、TMA）他多数出演

2009年
- なつかしのロリ女優伝説BEST 270分SPECIAL！！（2月15日、NEXT GROUP）他多数出演

発売年不明
- FACE 56（アウダースジャパン）

他